# Samuel Rabin
Samuel "Sam" Rabin (født Samuel Rabinovitch 20. juni 1903 i Manchester, død 20. december 1991) var en britisk skulptør, kunstner, underviser, sanger og bryder. Han deltog i de olympiske lege 1928 i Amsterdam.

## Baggrund og opvækst
Rabin var af jødisk slægt og kom til verden i Cheetham, North Manchester, som søn af Jacob og Sarah Rabinovitch, oprindeligt fra Vitebsk (nu i Hviderusland). Han voksede op i Salford, hvor hans forældre opmuntrede hans kunstneriske udfoldelser.
Som 11-årig vandt han i 1914 et stipendium til Manchester Municipal School of Art, hvor han blev den yngste elev. Hans tegnelærer på skolen var franskmanden Adolphe Valette. I 1921 kom han til Slade School of Fine Art, hvor han studerede under Henry Tonks til 1924.

## Karriere
Efter tiden på Slade rejste Rabin til Paris for at studere, og her mødte han skulptøren Charles Despiau, som imponerede og inspirerede ham meget.
Rabins egne skulpturer fra den periode er ikke særlig kendte, idet han var meget perfektionistisk og ødelagde værker, han ikke var tilfreds med. I 1928 bestilte arkitekten Charles Holden hos ham et relief forestillende Vestenvinden som ét af otte relieffer for de otte vindretninger til hovedkvarteret for Underground Electric Railways Company of London på Broadway 55. Dette værk blev til dels udført på selve bygningen. I 1930 skabte han sine eneste andre offentlige skulpturer: To ansigtsmasker, Fortiden og Fremtiden, på The Telegraphs bygning i Fleet Street, London. Figurerne blev lavet direkte på muren fra stillads.
Skønt disse værker blev godt modtaget, kunne han ikke leve af at være skulptør, så han gik i en helt anden retning, brydning. Det var i den forbindelse, at han forkortede sit navn.
Rabin var fysisk stærk og havde både dyrket brydning og boksning for at finansiere sine kunstudfoldelser. Han vandt en bronzemedalje i brydning under OL 1928 i Amsterdam. Hans tredjeplads blev opnået i mellemvægt, fristil, efter Ernst Kyburz fra Schweiz og Donald Stockton fra Canada. I 1932 blev han professionel og turnerede i Storbritannien under navnene "Rabin the Cat" og "Sam Radnor the Hebrew Jew" som bryder. I denne rolle medvirkede han desuden i et par film.
Skønt han ikke var uddannet sanger havde han en glimrende baryton, og han arbejdede i 1940'erne som sanger og sang arier sammen med den britiske hærs musikgruppe. I 1946 stillede han op til prøve på La Scala for dirigenten Victor de Sabata.
I 1949 begyndte Rabin at undervise i tegning på Goldsmiths i London. Blandt hans elever var Mary Quant, Bridget Riley og Tom Keating. Efter uoverensstemmelser om undervisningssektorerne forlod han Goldsmiths i 1965, men fortsatte med at undervise til kort før sin død i 1991.